# Hulodes drylla
Hulodes drylla là một loài bướm đêm thuộc họ Erebidae. Nó được tìm thấy ở Ấn Độ tới Myanma. The specimens của Hulodes drylla ở Queensland are now considered to be Hulodes donata.
Both Hulodes saturnioides và Hulodes donata where thought to be synonyms của Hulodes drylla, but have been reinstated as species recently.